# Kołowrót ratowniczy
Kołowrót ratowniczy – urządzenie ratownicze używane między innymi przez ratownictwo wodne służące do przechowywania nietonącej liny używanej w akcjach ratowniczych.  Na końcu liny umieszczone są szelki ratownicze.  Kołowroty ratownicze dzielone są na stacjonarne i przenośne. Stosowane w Polsce kołowroty ratownicze służą jedynie do magazynowania liny, a nie jako wyciągarki - w niektórych krajach używa się podobnych kołowrotów służących także do ściągania ratownika po zakończeniu akcji, na przykład australijski life saving reel.